# Liste des phares d'Algérie
Cet article dresse la liste des phares de l'Algérie.

## Présentation
En Algérie, il existe vingt-deux phares qui assurent, d'Ouest en Est, la couverture quasi totale de la côte algérienne. Tous construits à l'époque coloniale, ils sont gérés par l'Office national de signalisation maritime.
En France au XIXe siècle, la distance séparant deux phares de première importance a été fixée à 35 milles, soit environ 65 km.

## Phares
| Nom                          | Image | Lieu & Coordonnées                               | Construction | Hauteur tour | Altitude de la lampe | Distance       | Numéro NGA | Réf.   |
| ---------------------------- | ----- | ------------------------------------------------ | ------------ | ------------ | -------------------- | -------------- | ---------- | ------ |
| Phare de Cap Bengut          |       | Dellys 36° 55′ 20″ N, 3° 53′ 36″ E               | 2010         | 29 m         | 63 m                 | 30 nmi (56 km) | 22360      | [ 2 ]  |
| Phare de Cap Bougaroun       |       | Wilaya de Skikda 37° 05′ 16″ N, 6° 28′ 02″ E     | 1911         | 10 m         | 91 m                 | 29 nmi (54 km) | 22284      |        |
| Phare de cap Carbon          |       | Béjaïa 36° 46′ 34″ N, 5° 06′ 15″ E               | 1851         | 10 m         | 220 m                | 28 nmi (52 km) | 22328      |        |
| Phare de Cap Caxine          |       | El Hammamet 36° 48′ 46″ N, 2° 57′ 15″ E          | 1868         | 33 m         | 64 m                 | 30 nmi (56 km) | 22424      | [ 3 ]  |
| Phare de Colombi             |       | El Marsa 36° 26′ 35″ N, 0° 56′ 20″ E             | 1954         | 32 m         | 62,9 m               | 22 nmi (41 km) | 22512      | [ 4 ]  |
| Phare de Cap Corbelin        |       | Azeffoun 36° 54′ 34″ N, 4° 25′ 27″ E             | 1905         | 15 m         | 42 m                 | 22 nmi (41 km) | 22340      |        |
| Phare de cap Falcon          | Image | Aïn El Turk 35° 46′ 16″ N, 0° 48′ 03″ O          | 1868         | 28,7 m       | 106 m                | 29 nmi (54 km) | 22672      | [ 5 ]  |
| Phare de Cap de Fer          |       | Wilaya de Skikda 37° 04′ 47″ N, 7° 10′ 17″ E     | 1859         | 17 m         | 65 m                 | 19 nmi (35 km) | 22228      |        |
| Phare de Cap de Garde        |       | Annaba 36° 58′ 03″ N, 7° 47′ 00″ E               | 1884         | 14 m         | 143 m                | 30 nmi (56 km) | 22208      |        |
| Phare du cap de l'Aiguille   |       | Oran 35° 52′ 33″ N, 0° 29′ 19″ O                 | 1865         | 10 m         | 62 m                 | 26 nmi (48 km) | 22580      | [ 6 ]  |
| Phare de cap Falcon          |       | Oran 35° 46′ 16″ N, 0° 48′ 03″ O                 | 1868         | 27 m         | 104 m                | 31 nmi (57 km) | 22672      |        |
| Phare du cap Ivi             |       | Wilaya de Mostaganem 36° 06′ 46″ N, 0° 13′ 37″ E | 1898         | 18 m         | 118 m                | 31 nmi (57 km) | 22520      | [ 7 ]  |
| Phare de Cap Matifou         | Image | Tamentfoust 36° 48′ 42″ N, 3° 14′ 43″ E          | 1868         | 6 m          | 74 m                 | 23 nmi (43 km) | 22368      | [ 8 ]  |
| Phare de Cap Rosa            | Image | El Kala 36° 56′ 47″ N, 8° 14′ 13″ E              | 1906         | 15,30 m      | 132,30 m             | 19 nmi (35 km) | 22168      |        |
| Phare de Cap Sigli           |       | Wilaya de Béjaïa 36° 53′ 40″ N, 4° 45′ 32″ E     | 1906         | 25 m         | 57 m                 | 17 nmi (31 km) | 22336      |        |
| Phare du cap Ténès           |       | Ténès 36° 32′ 59″ N, 1° 20′ 26″ E                | 1865         | 31 m         | 89 m                 | 31 nmi (57 km) | 22488      | [ 9 ]  |
| Phare de Cherchell           |       | Cherchell 36° 36′ 42″ N, 2° 11′ 17″ E            | 1855         | 26 m         | 37 m                 | 21 nmi (39 km) | 22468      | [ 10 ] |
| Phare de Ghazaouet           |       | Ghazaouet 35° 05′ 52″ N, 1° 52′ 24″ O            | Inconnu      | 15 m         | 93 m                 | 26 nmi (48 km) | 22700      |        |
| Phare de l'île Rachgoun      |       | Béni Saf 35° 19′ 26″ N, 1° 28′ 47″ O             | 1870         | 15 m         | 81 m                 | 16 nmi (30 km) | 22696      | [ 11 ] |
| Phare de l'île Srigina       |       | Wilaya de Skikda 36° 56′ 16″ N, 6° 53′ 10″ E     | 1906         | 12 m         | 54 m                 | 20 nmi (37 km) | 22272      |        |
| Phare de l'île Habibas       |       | Îles Habibas 35° 43′ 14″ N, 1° 08′ 00″ O         | 1879         | 12 m         | 112 m                | 26 nmi (48 km) | 22684      | [ 12 ] |
| Phare de l'îlot d'Arzew      |       | Oran 35° 52′ 26″ N, 0° 17′ 23″ O                 | 1848         | 12 m         | 19 m                 | 16 nmi (30 km) | 22540      | [ 13 ] |
| Phare de la jetée du large   |       | Oran 35° 43′ 11″ N, 0° 37′ 39″ O                 | 1905         | 15 m         | 21 m                 | 22 nmi (41 km) | 22584      |        |
| Phare de la Passe Nord       | Image | Algiers 36° 46′ 38″ N, 3° 04′ 40″ E              | Inconnu      | 17 m         | 23 m                 | 20 nmi (37 km) | 22380      |        |
| Phare de Colombi             |       | El Marsa 36° 26′ 35″ N, 0° 56′ 20″ E             | Inconnu      | 29 m         | 60 m                 | 26 nmi (48 km) | 22512      |        |
| Phare de la Pointe de Dellys |       | Dellys 36° 55′ 18″ N, 3° 55′ 13″ E               | 2007         | 15 m         | 41 m                 | 15 nmi (28 km) | 22348      |        |
| Phare de Ras Afia            |       | Jijel 36° 49′ 04″ N, 5° 41′ 21″ E                | 1871         | 14 m         | 43 m                 | 24 nmi (44 km) | 22308      |        |
| Phare de Sidi Fredj          |       | Sidi Fredj 36° 45′ 54″ N, 2° 50′ 54″ E           | 1970s        | 24 m         | 42 m                 | 17 nmi (31 km) | 22432      |        |
| Phare de Tipaza              |       | Tipaza 36° 35′ 50″ N, 2° 26′ 52″ E               | 1867         | 13,58 m      | 34,08 m              | 18 nmi (33 km) | 22444      | [ 14 ] |